# Zwartwangmiertangare
De zwartwangmiertangare (Driophlox atrimaxillaris) is een zangvogel uit de familie Cardinalidae (kardinaalachtigen). Het is een bedreigde, endemische vogelsoort in zuidwestelijk Costa Rica.

## Kenmerken
De vogel is 18 tot 19 cm lang. Van boven is de vogel overwegend zwart en donkergrijs met een roodachtige waas. Op de keel en bovenkant van de borst zijn de veren zalmroze. Het mannetje heeft op de kruin ook een zalmroze gekleurde vlek. De snavel is zwart en de poten zijn ook donker, hoornkleurig.

## Verspreiding en leefgebied
Deze soort is endemisch in de provincie Puntarenas in het zuidwesten van Costa Rica op het schiereiland Osa. Het leefgebied bestaat uit dicht laaglandbos met ondergroei.

## Status
De zwartwangmiertangare heeft een beperkt verspreidingsgebied en daardoor is de kans op uitsterven aanwezig. De grootte van de populatie werd in 2016 door BirdLife International geschat op 6 tot 15 duizend volwassen individuen en de populatie-aantallen nemen af door ontbossing waarbij natuurlijk bos (buiten een paar beschermde reservaten) wordt omgezet in gebied voor agrarisch gebruik en menselijke bewoning. Om deze redenen staat deze soort als bedreigd op de Rode Lijst van de IUCN.